# Al Corniche
Al Corniche (in arabo الكورنيش‎?) è una comunità dell'Emirato di Dubai, negli Emirati Arabi Uniti. Si trova nel Settore 1 nella zona settentrionale di Dubai, nel quartiere storico di Deira. 

## Territorio
Il territorio occupa un'area di 0,6 km² lungo la costa del Golfo Persico di fronte all'isola artificiale di Palm Deira.
Confina a sud-ovest con l'imboccatura del Dubai Creek e a nord-est con la comunità di Corniche Deira. Verso l'entroterra confina con le altre comunità del Settore 1 di Al Ras, Al Daghaya, Ayal Nasir e Al Murar.
Il quartiere è collegato alla zona ovest di Dubai con il ponte Infinity Bridge che prosegue poi sulla Corniche Street (detta anche Infinity Bridge Road o D 88) e dal tunnel di Al Shindagha lungo la Al Khaleej Street (D 92).
La Corniche Street separa il lungomare (circa 1,6 km) dalla zona interna residenziale. In questa area vi sono anche diversi alberghi e centri commerciali. L'albergo più noto è l'Hyatt Regency, albergo a 5 stelle, situato proprio di fronte al lungomare.
L'area è servita dalla linea verde, della Metropolitana di Dubai, con la fermata di Gold Souq, che si trova lungo la Al Khaleej Street presso il centro commerciale One Deira Mall. Oltre alla metropolitana il quartiere è servito anche da diverse linee di superficie che percorrono principalmente la Al Khaleej Street.